# Feira do Alecrim
A Feira do Alecrim é uma feira tradicional do bairro do Alecrim, na cidade de Natal, no Rio Grande do Norte. A feira acontece todos os sábados, oficialmente no horário das 6 às 15h UTC-3, no cruzamento das avenidas Coronel Estevam e Presidente Quaresma.

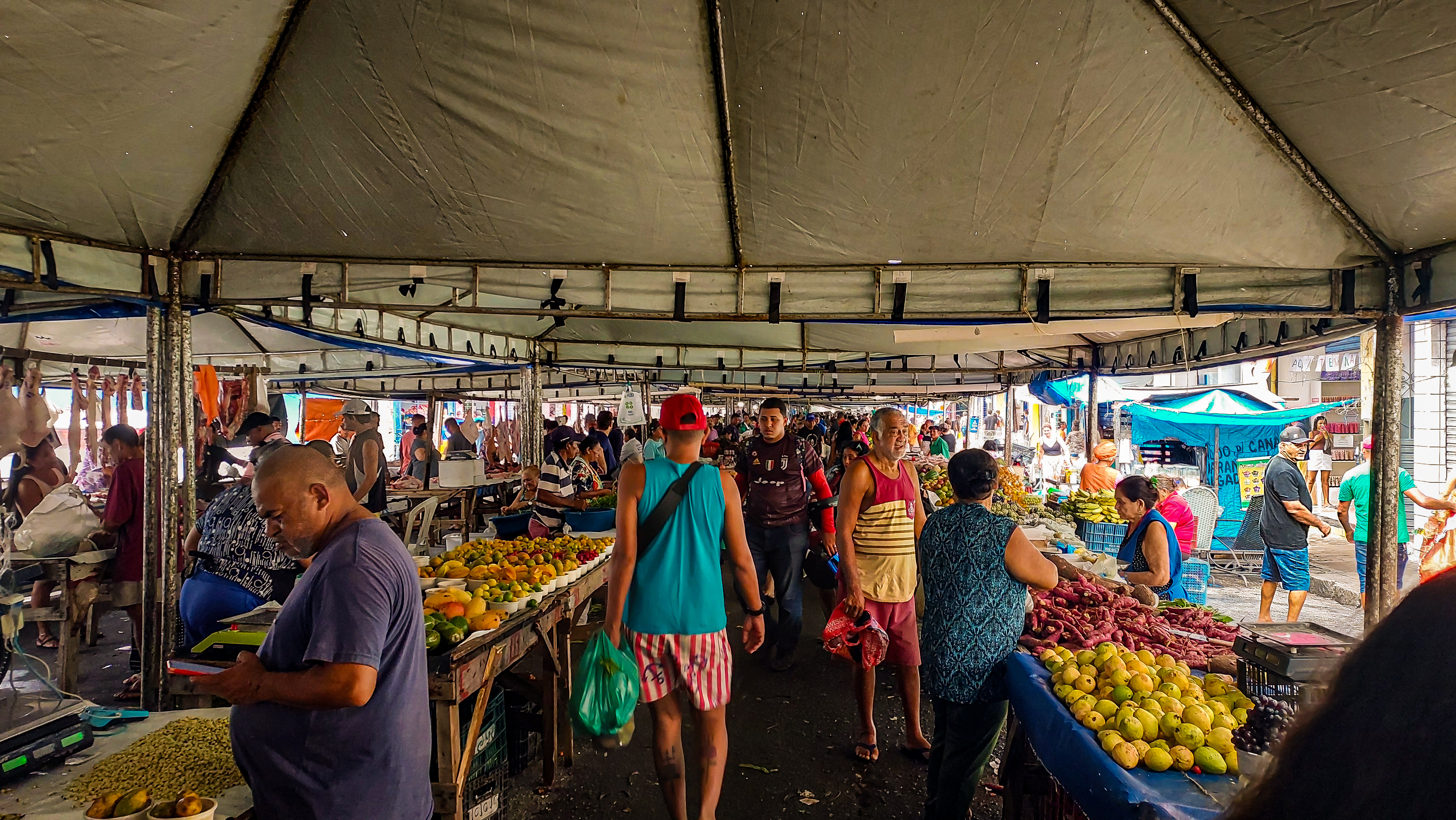
Feira livre do Alecrim, 2025

## História
A primeira edição da feira aconteceu em 18 de julho de 1920, um domingo, organizada pelo paraibano José Francisco dos Santos acompanhado de três amigos. Apenas algum tempo depois a prefeitura moveu a feira para o sábado, e a partir do ano de 1930 passou a cobrar impostos dos feirantes que ali comercializavam suas mercadorias. Em 12 de junho de 1958 foi colocada uma placa de bronze no atual número 1297 da avenida Coronel Estevam, atestando a realização da feira.
Em março de 2007, a feira passou por um processo de organização e padronização promovido pela Secretaria Municipal de Serviços Urbanos (Semsur). Foram disponibilizados, entre outros benefícios, banheiros químicos, lixeiras fixas, guardas municipais e garis trabalhando durante todo o período da feira, além da padronização das tendas dos feirantes.
Segundo a Semsur, em 2011 havia 836 bancas e 437 feirantes cadastrados.

## Reconhecimento como Patrimônio Imaterial

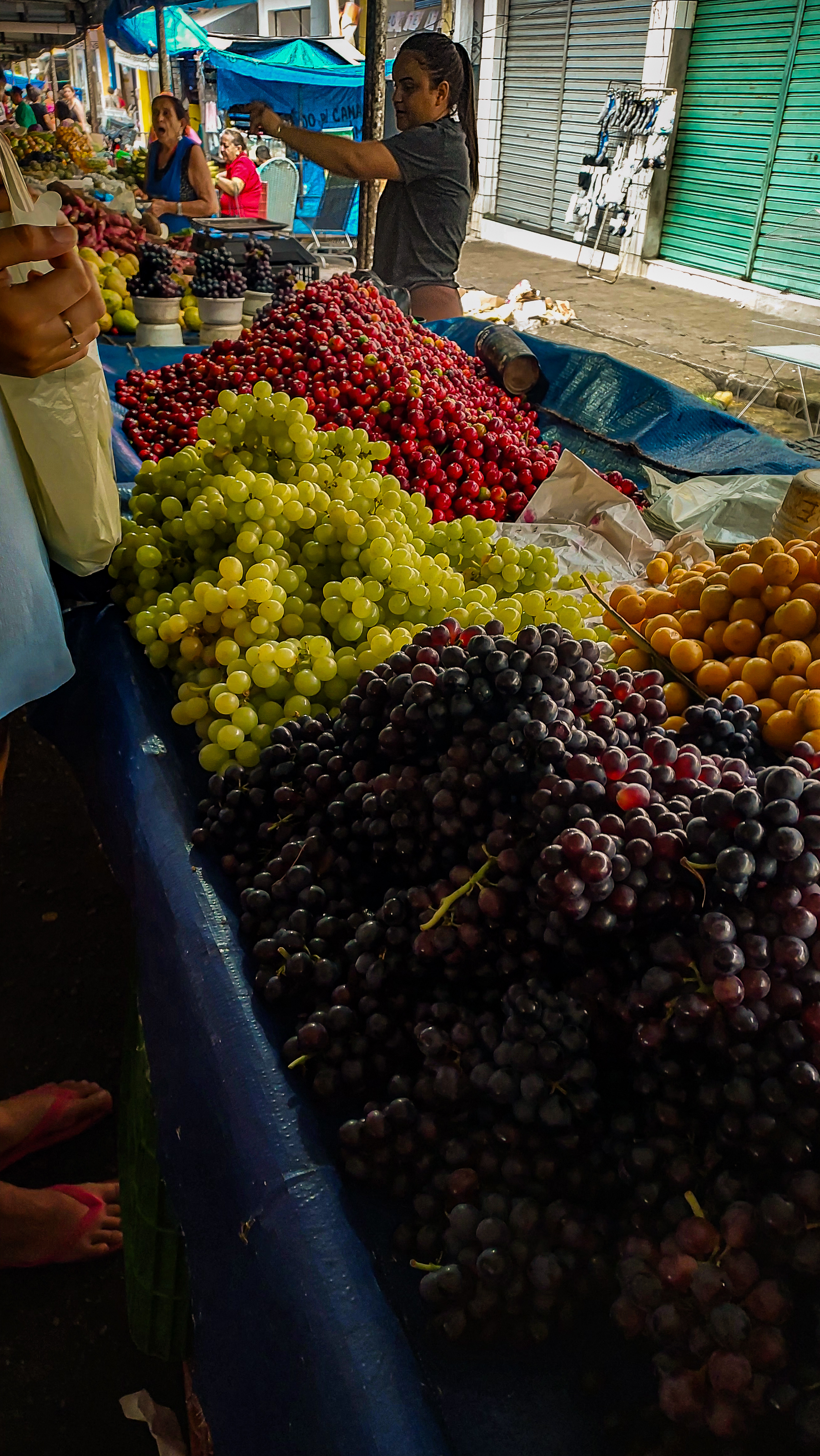
Uvas na Feira livre do Alecrim

Em 23 de dezembro de 2020, por ocasião do seu centenário, a Feira do Alecrim foi reconhecida como Patrimônio Imaterial do Rio Grande do Norte, por decisão unânime da Assembleia Legislativa do estado. A iniciativa foi proposta pelo deputado estadual Ubaldo Fernandes (PL), que justificou o projeto com base na Constituição Federal, a qual estabelece que o patrimônio cultural brasileiro deve ser protegido pelo Estado com a colaboração da sociedade, incluindo os bens culturais que sejam referências à identidade, à ação e à memória dos diferentes grupos da sociedade brasileira.
O reconhecimento busca valorizar a importância histórica, cultural e social da feira, que desempenha papel fundamental no cotidiano dos moradores de Natal e da região. Segundo dados da Associação dos Feirantes, a Feira do Alecrim conta atualmente com 1.056 feirantes distribuídos ao longo de 515 metros de barracas, mantendo viva uma tradição centenária que integra o patrimônio cultural popular potiguar.